# بقة درعية مخططة
بقة درعية مخططة (الاسم العلمي: Graphosoma)، جنس حشرات بقية من فصيلة خماسيات الفصلات.

## الأنواع

### جُنيساتالبقة الدرعية المخططة
- Graphosoma alkani Lodos, 1959
- Graphosoma consimile Horváth, 1903
- Graphosoma interruptum White, 1839
- بق درعي مخطط (Linnaeus, 1758)
- Graphosoma melanoxanthum Horváth, 1903
- Graphosoma rubrolineatum (Westwood, 1837)
- Graphosoma semipunctatum (Fabricius, 1775)
- Graphosoma stali Horváth, 1881

### جُنيساتGraphosomella
- Graphosoma inexpectatum Carapezza & Jindra, 2008